# 볼펜쉬센역
볼펜쉬센역(Wolfenschiessen)은 스위스 니트발덴주의 볼펜쉬센에 있는 기차역이다. 첸트랄반 철도 회사가 소유한 루체른-슈탄스-엥겔베르크선에 있다.

## 운행편
다음 서비스는 볼펜쉬센에서 정차한다.
- 인터레기오 루체른-엥겔베르크 익스프레스 : 루체른과 엥겔베르크 사이를 매시간 운행한다.
- 루체른 S-반 S4 : 루체른까지 매시간 운행.

역은 또한 오버리켄바흐까지 가는 포스트버스 서비스를 하루 8회 서비스를 제공한다.